# Falling in Reverse
Falling in Reverse — американская рок-группа, работающая по контракту с Epitaph Records. Была сформирована в 2008 году в Лас-Вегасе, штат Невада. Дебютный альбом «The Drug in Me Is You» выпущенный 26 июля 2011 года, занял девятнадцатую позицию в хит-параде Billboard 200. В первую неделю продаж было продано 18 000 копий. Синглы «Raised by Wolves», «The Drug in Me Is You» и «I’m Not a Vampire» были выпущены в поддержку альбома.
Второй альбом, «Fashionably Late», был выпущен 18 июня 2013 года. Пластинка заняла семнадцатое место в хит-параде Billboard 200. В поддержку альбома были выпущены синглы «Alone» и «Fashionably Late». Также на песню «Alone», до официального релиза пластинки, был снят видеоклип.
Свой третий альбом Just Like You, группа выпустила 24 февраля 2015 года. Их последний альбом, на сегодняшний день, Popular Monster, был выпущен 16 августа 2024 года. Группа активно гастролировала в поддержку своих релизов с такими музыкальными группами, как: Escape the Fate, Chelsea Grin, Atreyu, Attila, Metro Station, letlive., I See Stars.
Лидером группы является Рональд Джозеф Радке, бывший участник группы Escape the Fate.

## История

### Основание группы (2008—2010)
Группа была основана Рональдом Радке, который в 2008 был выгнан из группы Escape the Fate из-за проблем с законом.
Ещё в 2006 году Радке был вовлечен в ссору в Лас-Вегасе, в результате которой был застрелен 18-летний Майкл Кук. Хотя Радке не стрелял в Кука, он был осужден за соучастие в убийстве. Этот случай вместе с проблемами Радке с наркотиками привели к тому, что в 2008 году он был осужден на 2 года. Басист Escape The Fate Макс Грин говорил о проблемах Радке с законом: «Сначала мы не могли гастролировать за границами государства, теперь — за границами штата». Это все стало причиной того, что участники группы Escape The Fate нашли на его место другого вокалиста — Крейга Меббита, бывшего участника группы Blessthefall.
Радке не был заинтересован в возвращении в группу, зато за время своего пребывания в тюрьме сформировал новую группу под названием From Behind These Walls. После освобождения Радке в 2010 году группа начала активную деятельность, но в скором времени участникам пришлось сменить название на Falling In Reverse в связи с нарушением авторских прав. На первых порах, состав группы не был сформирован; музыканты, кроме самого Радке, часто менялись. В первоначальный костяк группы входили Ронни Радке и басист Нейсон Шоффлер, который помог найти гитариста Джеки Винсента и ритм-гитариста Дерека Джонса. Барабанщиком группы сначала был Скотт Джи (бывший участник группы LoveHateHero), а позже — Райан Симан.

### Дебютный альбом «The Drug in Me Is You» (2011—2012)
В январе 2010 года группа начала запись первого альбома. 20 декабря 2010 года, было объявлено, что группа отправится в Орландо, штат Флорида, чтобы записать полноформатный дебютный альбом в течение двух месяцев с предварительной датой выхода в первом квартале 2011 года. Группа также подтвердила, что друг Радке, Майкл Баскетт, который ранее работал над альбомом группы Blessthefall «Witness» и над альбомом «Dying Is Your Latest Fashion», первой группы Радке Escape the Fate, выступит продюсером первого альбома Falling in Reverse. Вскоре было подтверждено, что группа подписала контракт с Epitaph Records, с которым так же сотрудничал Ронни, когда был в составе Escape the Fate. Первый альбом группы, получил название The Drug in Me Is You и был выпущен 26 июля 2011 года. Альбом включал в себя одиннадцать треков. Первое музыкальное видео группы было выпущено 28 июня 2011 года на одноимённую песню «The Drug in Me Is You». Альбом сумел продать 18 000 экземпляров в первую неделю в США и получить девятнадцатое место в Billboard 200.
В апреле 2011 Нейсон Шоффлер ушел из группы, а его место занял Мика Хориучи, ранее работавший в группе Cellador. После ухода Мики из группы в 2012 на его место встал Рон Фикарро, бывший бас-гитарист группы «Iam Ghost».

### Выход второго альбома «Fashionably Late» (2012—2014)
Во время выступления группы на Dirt Fest 2012 в Birch Run Michigan, Ронни Радке сообщил зрителям, что это будет последнее шоу группы, перед тем, как они вернутся к студийной работе над вторым альбомом. В одном из интервью, Ронни также сказал, что группа будет активно работать в студии в конце 2012 года с демо-версиями песен и надеется на выпуск альбома в начале 2013 года. В номере 1442 журнала Kerrang!, Радке в интервью заявил: «Запись закончена! Мы это сделали после гастролей на Warped Tour. Мы просто никому об этом не сказали!». Он также добавил, что альбом будет выпущен летом 2013 года.
Альбом получил название «Fashionably Late», релиз которого состоялся 18 июня 2013 года.
В начале лета 2014 группу покидает Рон Фикарро, его место занимает Макс Грин, перешедший из Escape the Fate. Летом того же года группа отправляется на гастроли по США в рамках Warped Tour. Осенью Макс Грин уходит из группы. Летом 2014 появились слухи о том, что группа работает над новым альбомом, который выйдет в начале 2015 года.

### Альбом «Just Like You» и уход Джеки Винсента (2014—2016)
В декабре 2014 Ронни опубликовал в свой инстаграм фотографию группы с подписью: «Новый альбом выйдет в ближайшее время». 15 декабря 2014 состоялся официальный выход нового сингла Falling in Reverse «God, If You Are Above…». 13 января выходит ещё один сингл из нового альбома — «Guillotine IV (the Final Chapter)». Новый альбом Falling In Reverse концептуально является продолжением дебютного альбома Escape the Fate — «Dying Is Your Latest Fashion». Официальный релиз третьего альбома Falling In Reverse «Just Like You» был назначен на 24 февраля 2015 года.
После выхода альбома «Just Like You» становится известно, что Закк Сандлер (бывший бас-гитарист группы Black Tide) присоединится к группе на время тура в поддержку альбома как сессионный бас-гитарист. Впоследствии за Закком закрепился статус официального участника. В ноябре 2015 группа сообщила о предстоящим туре по Америке под названием «Supervillains». В рамках этого тура к группе присоединились Metro Station и Attila. В самом конце октября соло-гитарист Falling In Reverse, Джеки Винсент, мирно покинул группу, чтобы сосредоточиться на своей сольной карьере. Почти сразу после ухода Джеки Винсента становится известно, что его место займет гитарист Кристиан Томпсон (бывший участник групп The Hollowed и Jovian).. Девятого декабря 2015 года Falling In Reverse, совместно с группами Metro Station и Attila, отыграли последнее шоу в рамках тура «Supervillains» в Филадельфии.

### Альбом «Coming Home» и уход Райана Симана (2016—2018)
В начале января 2016 года появилась первая информация о новом альбоме группы. Этой информацией Ронни Радке поделился в интервью для журнала Alternative Press. Двадцать восьмого января 2016 года, вышло новое видео Falling In Reverse на песню «Chemical Prisoner».
19 декабря 2016 года группа официально выпустила первый сингл «Coming Home» из их одноимённого альбома. А 20 января 2017 года Falling in Reverse официально объявили о выходе своего четвёртого альбома «Coming Home», который был назначен на апрель 2017 года. В тот же день они выпустили сингл «Loser».
Четвёртый студийный альбом группы под названием «Coming Home» увидел свет 7 апреля 2017 года. После выпуска альбома появились слухи, что барабанщик Райан Симан расстался с группой. Слухи подтвердились тем, что на последующих шоу группы, вместо Райана был сессионный барабанщик. По некоторым неподтверждённым данным, Райан покинул коллектив из-за ухудшения отношений с фронтменом группы Ронни Радке. Но данная информация не была никак подтверждена или опровергнута официально.
20 ноября 2017 года были официально анонсированы концерты в России. Первый визит группы в Российскую Федерацию состоялся в феврале 2018 года: 3 февраля в Москве, 4 февраля в Санкт-Петербурге.

### Новая музыка, изменения в составе и смерть Дерека Джонса (2018—2022)
23 февраля 2018 года, Falling In Reverse выпустила новую песню под названием «Losing My Mind». Одновременно, на этот сингл, был выпущен клип.
12 марта 2018 года, во время тура по США, ведущий гитарист Кристиан Томпсон разорвал вращательную манжету плеча. В своём профиле в Instagram он заявил, что не сможет участвовать в ближайших шоу американского тура, а также в предстоящих турах по Азии и Австралии и что его музыкальная карьера находится на неопределенном перерыве. В качестве замены Кристиана на живых выступлениях, выступил Тайлер Берджесс, участник группы Dead Girls Academy. 17 апреля 2018 года, лид-гитарист Кристиан Томпсон, официально заявил о своем уходе из состава Falling In Reverse.
26 июня 2018 года группа выпустила песню под названием «Losing My Life» вместе с музыкальным клипом, как продолжение клипа на песню «Losing My Mind». У группы произошли изменения в составе, появились новые участники, которых можно увидеть в клипе «Losing My Life». Новым соло-гитаристом стал Макс Георгиев, который ранее выступал в качестве сессионого бас-гитариста у группы Escape the Fate, а также был гитаристом для группы New Years Day; Тайлер Берджесс, выступавший весной 2018 года с Falling in Reverse в качестве приглашенного соло-гитариста, стал новым басистом, а Закк Сандлер (который до выхода «Losing My Life», был постоянным бас-гитаристом группы) стал выполнять функцию клавишника; Так же в составе группы появился новый барабанщик Брэндон Рихтер, игравший ранее на ударных с группой Motionless in White. Также Falling in Reverse объявили о том, что они выступят в последний год проведения ежегодного фестиваля Vans Warped Tour.
Вскоре после завершения гастролей в рамках Warped Tour, на официальных источниках группы, был анонсирован акустический тур под названием «The Roast of Ronnie Radke». Но в середине турне группа была вынуждена отменить оставшиеся концерты, в связи с возникшими личными проблемами у Ронни Радке.
Восьмого апреля, 2019 года, вышел новый клип на новую песню «Drugs». Закк Сандлер не принимал участие в видео, что стало причиной предположений о его уходе из группы. В видеоклипе также присутствовал участник группы Black Veil Brides Кристиан «CC» Кома, в качестве барабанщика. Девятого апреля в своём Инстаграм Кристиан заявляет о том, что будет выступать с группой в их туре Episode III. Также в новом сингле и клипе на него, принял участие Кори Тейлор, фронтмен таких групп, как Slipknot и Stone Sour.
Спустя некоторое время, после выхода клипа-сингла «Drugs», Ронни Радке, прокомментировал в своем Твиттере то, почему Закк Сандлер прекратил принимать активное участие в деятельности группы. Вот, что написал Радке: «Мы все любим Закка, это один из моих любимых людей, но сейчас он хочет сосредоточиться на семейной жизни и бизнесе, которым он занимается в данный момент, это не значит, что он не будет гастролировать с нами в следующем туре». Тем самым Ронни подтвердил, что Закк всё ещё является участником коллектива.
20 ноября 2019 года был выпущен новый сингл под названием «Popular Monster». Одновременно с синглом вышел видеоклип.
17 декабря 2019 года дебютный альбом группы «The Drug In Me Is You» был отмечен золотой записью RIAA. Чтобы отметить золотой статус альбома, группа организовала тур под названием «The Drug In Me Is Gold Tour». В рамках этого тура, коллективом были сыграны все песни из дебютного альбома. Группы Escape the Fate и The Word Alive, так же приняли участие в этом туре.
Спустя некоторое время после начала «The Drug In Me Is Gold Tour», на официальных ресурсах группы, было объявлено, что Falling In Reverse примут участие в туре с Asking Alexandria, который называется «Like House On Fire World Tour». В этом турне, так же планируется участие таких коллективов, как Wage War и Hyro the Hero.
13 февраля 2020 года группа выпустила сингл «The Drug In Me Is Reimagined», который является альтернативной фортепианной версией сингла «The Drug In Me Is You», заглавной песни из дебютного альбома группы.
21 апреля 2020 года, гитарист группы Дерек Джонс скончался в возрасте 35 лет, что подтвердил Ронни Радке в своём официальном аккаунте Твиттер.
Вот что написал Ронни: «Я никогда не забуду, когда ты забрал меня из тюрьмы на своем старом фургоне, чтобы приступить к Falling in Reverse. Твоя душа навсегда будет вплетена в музыку, которую я пишу. Покойся с миром Дерек Джонс. Мое сердце разбито.»
Сообщение сопровождалось четырьмя фотографиями покойного гитариста, который официально присоединился к группе в 2010 году и участвовал в записи всех четырёх альбомов Falling in Reverse. Причины смерти Ронни Радке описал позже в своей книге следующими словами: "Я могу это объяснить как субдуральное кровоизлияние".
14 июля 2020 года группа выпустила песню «Carry On», которая должна была войти в альбом Coming Home, но не была в него включена. Месяцами ранее Ронни демонстрировал песню на своем канале на Twitch.
18 октября 2020, Кристиан Томпсон через свой профиль в Инстаграм, сообщил о своём возвращении в состав группы.
12 февраля 2021 года на площадке YouTube был выложен клип с альтернативной версией трека «I’m Not A Vampire» из альбома «Тhe Drug In Me Is You». Так же, в феврале, группа объявила о двух шоу под названием «Live From The Unknown», которые пройдут в конце апреля 2021 года. Оба концерта пройдут в режиме онлайн-трансляции в связи с пандемией коронавируса.
Незадолго до концертов Тайлер Берджесс и Джонни Мел покинули группу. Уэс Хортон занял место постоянного басиста, а Люк Холланд — присоединился к составу в качестве временного барабанщика, но позже остался в составе.

### АльбомPopular Monster(2022—настоящее время)
5 января 2022 года группа выпустила сингл «Zombified» в прямом эфире, который является первым синглом с их предстоящего EP «Neon Zombie». Ранее группа объявила о своем туре «Live From The Unknown» по США в сопровождении групп Wage War и Hawthorne Heights и американского рэпера Джериса Джонсона.
28 мая 2022 года группа выпустила сингл «Voices in My Head», в видеоклипе которого в группе снова участвует Тайлер Берджесс.
В мае 2024 группа анонсировала, что вместо EP выйдет полноформатный альбом Popular Monster, включающий в себя 7 песен, вышедших синглами, начиная с сингла «Popular Monster», за исключением «The Drug In Me Is Reimagined», «I’m Not A Vampire» и «Carry On», а также 4 новых композиции. 16 августа 2024 года альбом Popular Monster увидел свет.

## Состав
- Ронни Радке (англ. Ronnie Radke) — вокал, фортепиано (2008—наши дни), ритм-гитара (2017—2018)
- Кристиан Томпсон (англ. Christian Thompson) — ритм-гитара (2020—наши дни), бэк-вокал (2015—2018, 2020—наши дни), соло-гитара (2015—2018)
- Люк Холланд (англ. Luke Holland) — ударные, перкуссия (2021—наши дни)

Бывшие участники:
- Энтони Авила (англ. Anthony Avila) — соло-гитара (2008)
- Ник Рич (англ. Nick Rich) — ударные (2008—2009)
- Гилберт Каталано (англ. Gilbert Catalano) — ритм-гитара, бэк-вокал (2008—2009)
- Оскар Гарсия (англ. Oscar Garcia) — ударные (2009—2010)
- Халед Бирсак (англ. Khaled Biersack) — ударные (2010)
- Нейсон Шоффлер (англ. Nason Schoeffler) — бас-гитара, бэк-вокал (2008—2011)
- Скотт Джи (англ. Scott Gee) — ударные (2010—2011)
- Мика Хориучи (англ. Mika Horiuchi) — бас-гитара, бэк-вокал (2011—2012)
- Рон Фикарро (англ. Ron Ficarro) — бас-гитара, бэк-вокал (2012—2014)
- Макс Грин (англ. Max Green) — бас-гитара, бэк-вокал (2014)
- Джеки Винсент (англ. Jacky Vincent) — соло-гитара (2008—2015)
- Райан Симан (англ. Ryan Seaman) — ударные, бэк-вокал (2011—2017)
- Брэндон Рихтер (англ. Brandon Richter) — ударные (2018)
- Закк Сандлер (англ. Zakk Sandler) — клавишные, ритм-гитара (2018—2019), бэк-вокал (2015—2019), бас-гитара (2015—2018)
- Дерек Джонс (англ. Derek Jones) — ритм-гитара, бэк-вокал (2009—2020, умер в 2020)
- Джонни Мэли (англ. Johnny Mele) — ударные (2019—2021)
- Уэс Хортон (англ. Wes Horton) — бас-гитара, бэк-вокал (2021—2022)
- Макс Георгиев (англ. Max Georgiev) — соло-гитара, бэк-вокал (2018—2024)
- Тайлер Берджесс (англ. Tyler Burgess) — бас-гитара, бэк-вокал (2018—2021, 2022—2025), соло-гитара (2018)

Концертные и сессионные участники:
- Джонотан Вулф — бас-гитара, бэк-вокал (с 2014—2015)
- Крис Камрада — ударные (2017)
- Майкл Ливайн — ударные (с 2017—2018), (2018)
- Энтони Газел — ударные (2018,2019)
- Кристиан Кома — ударные (2019)
- Люк Холланд — ударные (c 2021)
- Крис ЛаПланте (англ. Chris LaPlante) — соло-гитара (2024)
- Марк Окубо (англ. Marc Okubo) — соло-гитара (2024)

## Направление в музыке
Falling in Reverse преимущественно играет в жанре постхардкор, к которому иногда прибавляются элементы ню-метала, поп-музыки, электроники, хип-хопа и глэм-метала. Стиль дебютного альбома группы был обозначен, как пост-хардкор и поп-панк с элементами поп-музыки в припевах. Одной из характерных черт многих песен является «кричащий» вокал. В основном Ронни Радке, лидер группы, придерживается того направления и стиля, в котором он работал раньше в группе Escape the Fate, которая также сочетает глэм-метал и поп во многих композициях. 7 мая 2013 года был выпущен первый сингл из второго студийного альбома — «Alone», вместе с видеоклипом к нему. Трек содержал электронику и речитатив, несвойственные старому стилю группы. Затем, 21 мая вышел второй сингл «Fashionably Late», в стиле поп-панк, говорящий о том, что предыдущий был лишь экспериментом, а группа осталась верна своему стилю. Позже, 30 мая, в сеть была выложена третья песня из альбома «Born to Lead». 31 мая Ронни выпускает сольный трек в жанре хип-хоп, обращение к своим фанатам на своем YouTube канале. Позднее выходит ещё один трек. В интервью говорится о том, что в будущем будет выпущен микстейп, включающий в себя треки с различными рэперами. Радке высказывает своё неравнодушие к хип-хоп культуре и музыке.

## Основные темы творчества
Лирическое содержание, то есть тексты песен группы, по большей части основаны на личном опыте и собственных впечатлениях и воспоминаниях её основателя — Ронни Радке. Он пишет о своей матери, о пребывании в тюрьме и об освобождении, о проблемах с законом, наркотиках, коррупции в Лас-Вегасе и о другом. Несколько песен даже рассказывают о его уходе из Escape the Fate. А вот песен о любви в репертуаре группы нет. Радке сам признавался, что не хочет и не будет писать песни о любви, несмотря на то, что он не отрицает, что это чувство ему присуще.

## Дискография

### Студийные альбомы
| The Drug in Me Is You                                                           | - Выпущен: 26 июля 2011 (США) - Лейбл: Epitaph - Форматы: CD, цифровое скачивание, LP (2020) | 19 | 3 | 21 | —   | 60 | —  | —  | 125 |                | - RIAA: золотой |
| Fashionably Late                                                                | - Выпущен: 18 июня 2013 (США) - Лейбл: Epitaph - Форматы: CD, цифровое скачивание            | 17 | 4 | 20 | —   | —  | —  | —  | 75  | - США: 105,000 |                 |
| Just Like You                                                                   | - Выпущен: 24 февраля 2015 (США) - Лейбл: Epitaph - Форматы: CD, LP, цифровое скачивание     | 21 | 4 | 8  | —   | —  | 27 | —  | 57  |                |                 |
| Coming Home                                                                     | - Выпущен: 7 апреля 2017 (США) - Лейбл: Epitaph - Форматы: CD, LP, цифровое скачивание       | 34 | 5 | 16 | 150 | —  | —  | 87 | 89  | - США: 97,000  |                 |
| Popular Monster                                                                 | - Выпущен: 16 август 2024 - Лейбл: Epitaph - Форматы: CD, LP, цифровое скачивание            | —  | — | —  | —   | —  | —  | —  | —   |                |                 |
| «—» означает, что альбом не попал в чарт или не был выпущен на этой территории. |                                                                                              |    |   |    |     |    |    |    |     |                |                 |

### Демо-альбомы
| Название   | Детали альбома                                                           |
| ---------- | ------------------------------------------------------------------------ |
| Listen Up! | - Выпущен: 2 января 2009 - Лейбл: самиздат - Формат: цифровое скачивание |

### Мини-альбомы
| Название    | Детали альбома                                      |
| ----------- | --------------------------------------------------- |
| Neon Zombie | - Выпущен: 2023 - Лейбл: Epitaph - Формат: стриминг |

### Синглы
| Название                                                                        | Год  | Высшие позиции в чартах | Высшие позиции в чартах | Высшие позиции в чартах | Высшие позиции в чартах | Высшие позиции в чартах | Высшие позиции в чартах | Высшие позиции в чартах | Высшие позиции в чартах | Высшие позиции в чартах | Высшие позиции в чартах | Сертификации       | Альбом                |
| Название                                                                        | Год  | US Hard Rock            | US Main. Rock           | US Rock                 | US Rock Airplay         | CAN Rock                | FIN                     | GER Rock                | HUN                     | NZ Hot                  | UK Rock                 | Сертификации       | Альбом                |
| ------------------------------------------------------------------------------- | ---- | ----------------------- | ----------------------- | ----------------------- | ----------------------- | ----------------------- | ----------------------- | ----------------------- | ----------------------- | ----------------------- | ----------------------- | ------------------ | --------------------- |
| «Raised by Wolves»                                                              | 2011 | —                       | —                       | —                       | —                       | —                       | —                       | —                       | —                       | —                       | —                       |                    | The Drug in Me Is You |
| «The Drug in Me Is You»                                                         | 2011 | —                       | —                       | —                       | —                       | —                       | —                       | —                       | —                       | —                       | —                       |                    | The Drug in Me Is You |
| «I’m Not a Vampire»                                                             | 2011 | —                       | —                       | —                       | —                       | —                       | —                       | —                       | —                       | —                       | —                       |                    | The Drug in Me Is You |
| «Good Girls, Bad Guys»                                                          | 2012 | —                       | —                       | —                       | —                       | —                       | —                       | —                       | —                       | —                       | —                       |                    | The Drug in Me Is You |
| «Pick Up the Phone»                                                             | 2012 | —                       | —                       | —                       | —                       | —                       | —                       | —                       | —                       | —                       | —                       |                    | The Drug in Me Is You |
| «Alone»                                                                         | 2013 | —                       | —                       | 27                      | —                       | —                       | —                       | —                       | —                       | —                       | 14                      |                    | Fashionably Late      |
| «Fashionably Late»                                                              | 2013 | —                       | —                       | 46                      | —                       | —                       | —                       | —                       | —                       | —                       | —                       |                    | Fashionably Late      |
| «Born to Lead»                                                                  | 2013 | —                       | —                       | —                       | —                       | —                       | —                       | —                       | —                       | —                       | —                       |                    | Fashionably Late      |
| «Bad Girls Club»                                                                | 2013 | —                       | —                       | —                       | —                       | —                       | —                       | —                       | —                       | —                       | —                       |                    | Fashionably Late      |
| «Gangsta’s Paradise» (Кавер на песню Кулио и L.V.)                              | 2014 | —                       | —                       | —                       | —                       | —                       | —                       | —                       | —                       | —                       | —                       |                    | Punk Goes 90s Vol. 2  |
| «God, If You Are Above...»                                                      | 2014 | —                       | 28                      | 45                      | —                       | —                       | —                       | —                       | —                       | —                       | —                       |                    | Just Like You         |
| «Guillotine IV (The Final Chapter)»                                             | 2015 | —                       | —                       | —                       | —                       | —                       | —                       | —                       | —                       | —                       | —                       |                    | Just Like You         |
| «Stay Away»                                                                     | 2015 | —                       | —                       | —                       | —                       | —                       | —                       | —                       | —                       | —                       | —                       |                    | Just Like You         |
| «Sexy Drug»                                                                     | 2015 | —                       | —                       | —                       | —                       | —                       | —                       | —                       | —                       | —                       | —                       |                    | Just Like You         |
| «Just Like You»                                                                 | 2015 | —                       | —                       | —                       | —                       | —                       | —                       | —                       | —                       | —                       | —                       |                    | Just Like You         |
| «Chemical Prisoner»                                                             | 2016 | —                       | —                       | —                       | —                       | —                       | —                       | —                       | —                       | —                       | —                       |                    | Just Like You         |
| «Coming Home»                                                                   | 2016 | —                       | —                       | —                       | —                       | —                       | —                       | —                       | —                       | —                       | —                       |                    | Coming Home           |
| «Loser»                                                                         | 2017 | —                       | —                       | 35                      | —                       | —                       | —                       | —                       | —                       | —                       | —                       |                    | Coming Home           |
| «Broken»                                                                        | 2017 | —                       | —                       | —                       | —                       | —                       | —                       | —                       | —                       | —                       | —                       |                    | Coming Home           |
| «Superhero»                                                                     | 2017 | —                       | 22                      | —                       | —                       | —                       | —                       | —                       | —                       | —                       | —                       |                    | Coming Home           |
| «Fuck You and All Your Friends»                                                 | 2017 | —                       | —                       | —                       | —                       | —                       | —                       | —                       | —                       | —                       | —                       |                    | Coming Home           |
| «Losing My Mind»                                                                | 2018 | —                       | —                       | 50                      | —                       | —                       | —                       | —                       | —                       | —                       | —                       |                    | Внеальбомные синглы   |
| «Losing My Life»                                                                | 2018 | —                       | —                       | —                       | —                       | —                       | —                       | —                       | —                       | —                       | —                       |                    | Внеальбомные синглы   |
| «Drugs» (при участии Кори Тейлора)                                              | 2019 | 21                      | —                       | —                       | —                       | —                       | —                       | 1                       | —                       | —                       | —                       |                    | Внеальбомные синглы   |
| «Popular Monster»                                                               | 2019 | 1                       | 1                       | 4                       | 15                      | 38                      | —                       | —                       | 33                      | —                       | 17                      | - RIAA: платиновый | Внеальбомные синглы   |
| «The Drug in Me Is Reimagined»                                                  | 2020 | 22                      | —                       | 29                      | —                       | —                       | —                       | —                       | 32                      | —                       | —                       |                    | Внеальбомные синглы   |
| «Carry On»                                                                      | 2020 | 11                      | —                       | —                       | —                       | —                       | —                       | —                       | —                       | —                       | —                       |                    | Внеальбомные синглы   |
| "I’m Not a Vampire (Revamped)                                                   | 2021 | 3                       | —                       | —                       | —                       | —                       | —                       | —                       | —                       | —                       | —                       |                    | Внеальбомные синглы   |
| «Zombified»                                                                     | 2022 | 1                       | 1                       | 16                      | 12                      | 31                      | 69                      | 11                      | —                       | 34                      | 12                      |                    | Popular Monster       |
| «Voices in My Head»                                                             | 2022 | 1                       | 5                       | 19                      | 21                      | —                       | —                       | 1                       | 30                      | 40                      | —                       |                    | Popular Monster       |
| «Watch the World Burn»                                                          | 2023 | 1                       | 19                      | 8                       | —                       | —                       | —                       | 1                       | 38                      | 16                      | —                       |                    | Popular Monster       |
| «—» означает, что альбом не попал в чарт или не был выпущен на этой территории. |      |                         |                         |                         |                         |                         |                         |                         |                         |                         |                         |                    |                       |

### Другие появления
| Название                                    | Год  | Альбом                                   |
| ------------------------------------------- | ---- | ---------------------------------------- |
| «Gangsta’s Paradise» (Кавер на песню Кулио) | 2014 | Punk Goes 90's 2                         |
| «She’s a Rebel» (Кавер на песню Green Day)  | 2014 | Kerrang! Does Green Day’s American Idiot |

### Музыкальные видеоклипы
| Название                                                               | Год  | Режиссёр       | Прим.   |
| ---------------------------------------------------------------------- | ---- | -------------- | ------- |
| «The Drug in Me Is You»                                                | 2011 | Зак Мерк       | [ 106 ] |
| «I’m Not a Vampire»                                                    | 2011 | Зак Мерк       | [ 107 ] |
| «Raised by Wolves»                                                     | 2012 | Дрю Расс       | [ 108 ] |
| «Good Girls, Bad Guys»                                                 | 2012 | Зак Мерк       | [ 109 ] |
| «Alone»                                                                | 2013 | Дэвид Соломини | [ 110 ] |
| «Bad Girls Club»                                                       | 2013 | Зак Мерк       | [ 111 ] |
| «Gangsta’s Paradise»                                                   | 2014 | Дэн Центрон    | [ 112 ] |
| «Just Like You»                                                        | 2015 | Зак Мерк       | [ 113 ] |
| «Chemical Prisoner»                                                    | 2016 | Зак Мерк       | [ 114 ] |
| «Coming Home»                                                          | 2017 | Джеб Хардвик   | [ 115 ] |
| «Superhero»                                                            | 2017 | Итан Ладер     | [ 116 ] |
| «Fuck You and All Your Friends»                                        | 2017 | Итан Ладер     | [ 117 ] |
| «Losing My Mind»                                                       | 2018 | Итан Ладер     | [ 118 ] |
| «Losing My Life»                                                       | 2018 | Итан Ладер     | [ 119 ] |
| «Drugs»                                                                | 2019 | Итан Ладер     | [ 120 ] |
| «Popular Monster»                                                      | 2019 | Дженсен Ноэн   | [ 121 ] |
| «The Drug in Me Is Reimagined»                                         | 2020 | Дженсен Ноэн   | [ 122 ] |
| «I’m Not A Vampire (Revamped)»                                         | 2021 | Дженсен Ноэн   | [ 123 ] |
| «Zombified»                                                            | 2022 | Дженсен Ноэн   | [ 124 ] |
| «Voices in My Head»                                                    | 2022 | Дженсен Ноэн   | [ 125 ] |
| «Watch the World Burn»                                                 | 2023 | Дженсен Ноэн   | [ 126 ] |
| «Last Resort (Reimagined)» Reimagined песни Papa Roach - «Last Resort» | 2023 | Дженсен Ноэн   | [ 127 ] |
| «Ronald»                                                               | 2024 | Дженсен Ноэн   | [ 128 ] |
| «All My Life»                                                          | 2024 | Дженсен Ноэн   | [ 129 ] |
| «Prequel»                                                              | 2024 | Дженсен Ноэн   | [ 130 ] |
| «God is a Weapon»                                                      | 2025 | Дженсен Ноэн   | [ 131 ] |

### Комментарии
1. ↑  Coming Home не попал в New Zealand Albums Chart, но занял третье место в чарте Heatseekers Albums chart.[50]
2. ↑  "Coming Home" не попала в чарт Hot Rock Songs, но заняла 12 место в чарте Hard Rock Digital Song Sales.[83]
3. ↑  "Broken" не попала в чарт Hot Rock Songs, но заняла 23 место в чарте Hard Rock Digital Song Sales.[86]
4. ↑  "Drugs" не попала в чарт Hot Rock Songs, но заняла 21 место в чарте Hard Rock Digital Song Sales.[92]
5. ↑  Песня «Carry On», ранее выпущенная в альбоме Coming Home, обрела новое звучание и свежий настрой благодаря совместной работе Ронни Радке и автора песен Роберта Кэррона, что позволило группе выпустить новую версию песни под новым руководством.[95]
6. ↑  "Carry On" не попала в чарт Hot Rock & Alternative Songs, но заняла девятое место в чарте Hard Rock Digital Song Sales.[96]
7. ↑  "I’m Not a Vampire (Revamped)" не попала в чарт Hot Rock & Alternative Songs, но заняла первое место в чарте Hard Rock Digital Song Sales.[98]
8. ↑  "Voices in My Head" не попала в чарт UK Rock & Metal Singles, но заняла 93 место в чарте UK Singles Sales.[101]
9. ↑  «Watch the World Burn» не попала в чарт UK Rock & Metal Singles, но заняла 32 место в чарте UK Indie Singles.[103]